# Eonatator
Eonatator — вимерлий рід морських ящірок, що належить до родини мозазаврів. Це близький родич Halisaurus і частина тієї ж підродини Halisaurinae. Відомий з пізньої крейди Північної Америки, Колумбії та Швеції. Спочатку цей таксон був включений до Halisaurus, але був поміщений у власний рід, що також призвело до створення підродини Halisaurinae для двох родів.